# Hämelhausen
Hämelhausen è un comune di 571 abitanti della Bassa Sassonia, in Germania.
Appartiene al circondario (Landkreis) di Nienburg (Weser) (targa NI) ed è parte della comunità amministrativa (Samtgemeinde) di Eystrup.